# Andrés Gómez
Pour le joueur mexicain de basket-ball, voir Andrés Gómez (basket-ball).
Pour les articles homonymes, voir Gomez.
Andrés Gómez, né le 27 février 1960 à Guayaquil, est un joueur de tennis équatorien.
Professionnel de 1979 à 1995, il a remporté vingt-et-un titres en simple messieurs sur le circuit ATP, dont le tournoi de Roland-Garros, en 1990, en battant Andre Agassi en finale sur le score de 6-3, 2-6, 6-4, 6-4. Il atteint également une demi-finale des Masters en 1985. En double messieurs, Gómez s'est adjugé trente-trois titres, dont Roland-Garros 1988 et l'US Open 1986.
Numéro un mondial en double, en 1986, il atteint son meilleur classement en simple quatre ans plus tard, à la quatrième place mondiale, consécutive à sa victoire aux Internationaux de France, au terme desquels il a pris le dessus à la surprise générale sur l'américain Agassi, pourtant donné largement favori, en ayant évincé Thomas Muster en demi-finale.
Gaucher au revers à une main, il fut plus à son aise sur terre battue, s'étant également imposé aux Internationaux d'Italie en 1984, à Hambourg en 1985, à Monte Carlo en 1987, ainsi qu'à Barcelone en 1990. Il a conquis au total seize de ses vingt-et-un titres sur cette surface.
Andrés Gómez a fait en outre partie de l'équipe d'Équateur de Coupe Davis durant dix-sept années, de 1983 jusqu'en 2000.
Il est l'oncle du joueur Nicolás Lapentti.

## Parcours dans les tournois duGrand Chelem

### En simple
| Année | Open d'Australie | Open d'Australie | Internationaux de France | Internationaux de France | Wimbledon       | Wimbledon     | US Open         | US Open       | Open d'Australie | Open d'Australie |
| ----- | ---------------- | ---------------- | ------------------------ | ------------------------ | --------------- | ------------- | --------------- | ------------- | ---------------- | ---------------- |
| 1979  | n.o.             | n.o.             | —                        | —                        | —               | —             | 2e tour (1/32)  | V. Pecci      | —                | —                |
| 1980  | n.o.             | n.o.             | 2e tour (1/32)           | B. Borg                  | 1er tour (1/64) | J. Austin     | 2e tour (1/32)  | M. Purcell    | —                | —                |
| 1981  | n.o.             | n.o.             | 2e tour (1/32)           | I. Lendl                 | —               | —             | 3e tour (1/16)  | J. Connors    | —                | —                |
| 1982  | n.o.             | n.o.             | 1/8 de finale            | P. McNamara              | 1er tour (1/64) | S. Smith      | —               | —             | —                | —                |
| 1983  | n.o.             | n.o.             | 1/8 de finale            | J. Higueras              | —               | —             | 1/8 de finale   | M. Wilander   | —                | —                |
| 1984  | n.o.             | n.o.             | 1/4 de finale            | I. Lendl                 | 1/4 de finale   | P. Cash       | 1/4 de finale   | I. Lendl      | —                | —                |
| 1985  | n.o.             | n.o.             | 3e tour (1/16)           | H. Leconte               | —               | —             | —               | —             | —                | —                |
| 1986  | n.o.             | n.o.             | 1/4 de finale            | I. Lendl                 | 1er tour (1/64) | J. Fitzgerald | 2e tour (1/32)  | To. Gullikson | n.o.             | n.o.             |
| 1987  | —                | —                | 1/4 de finale            | I. Lendl                 | 1/8 de finale   | H. Leconte    | 1/8 de finale   | J. McEnroe    | n.o.             | n.o.             |
| 1988  | —                | —                | 2e tour (1/32)           | R. Agenor                | —               | —             | 3e tour (1/16)  | A. Krickstein | n.o.             | n.o.             |
| 1989  | —                | —                | 2e tour (1/32)           | J. Hlasek                | 2e tour (1/32)  | M. Schapers   | 3e tour (1/16)  | J. Connors    | n.o.             | n.o.             |
| 1990  | 1/8 de finale    | A. Cherkasov     | Victoire                 | A. Agassi                | 1er tour (1/64) | J. Grabb      | 1er tour (1/64) | L. Mattar     | n.o.             | n.o.             |
| 1991  | —                | —                | —                        | —                        | —               | —             | 1er tour (1/64) | M. Larsson    | n.o.             | n.o.             |
| 1992  | 1er tour (1/64)  | A. Rahunen       | 2e tour (1/32)           | L. Jonsson               | —               | —             | —               | —             | n.o.             | n.o.             |

N.B. : à droite du résultat se trouve le nom de l'ultime adversaire.

### En double
| Année | Open d'Australie           | Open d'Australie   | Internationaux de France     | Internationaux de France | Wimbledon                    | Wimbledon                   | US Open                     | US Open                     | Open d'Australie | Open d'Australie |
| ----- | -------------------------- | ------------------ | ---------------------------- | ------------------------ | ---------------------------- | --------------------------- | --------------------------- | --------------------------- | ---------------- | ---------------- |
| 1979  | n.o.                       | n.o.               | —                            | —                        | —                            | —                           | 2e tour (1/16) R. Ycaza     | Ti. Gullikson To. Gullikson | —                | —                |
| 1980  | n.o.                       | n.o.               | 2e tour (1/16) Franulović    | W. Fibak I. Lendl        | —                            | —                           | 1er tour (1/32) V. Pecci    | B. Geraghty H. Ismail       | —                | —                |
| 1981  | n.o.                       | n.o.               | 2e tour (1/16) Gildemeister  | J. L. Clerc I. Năstase   | —                            | —                           | 1er tour (1/32) T. Wilkison | T. Delatte T. Waltke        | —                | —                |
| 1982  | n.o.                       | n.o.               | —                            | —                        | —                            | —                           | —                           | —                           | —                | —                |
| 1983  | n.o.                       | n.o.               | 1er tour (1/32) Gildemeister | M. Leach Segarceanu      | —                            | —                           | 1er tour (1/32) I. Năstase  | S. Mayer F. Taygan          | —                | —                |
| 1984  | n.o.                       | n.o.               | 1er tour (1/32) Gildemeister | B. Gottfried S. Edberg   | 1er tour (1/32) P. Arraya    | Ti. Gullikson To. Gullikson | 1er tour (1/32) M. Purcell  | S. Edberg A. Järryd         | —                | —                |
| 1985  | n.o.                       | n.o.               | —                            | —                        | —                            | —                           | —                           | —                           | —                | —                |
| 1986  | n.o.                       | n.o.               | 2e tour (1/16) Gildemeister  | B. Dyke W. Masur         | 1er tour (1/32) Gildemeister | B. Gilbert B. Teacher       | Victoire Živojinović        | J. Nyström M. Wilander      | n.o.             | n.o.             |
| 1987  | —                          | —                  | 1/8 de finale Gildemeister   | L. Warder B. Willenborg  | 1/2 finale Živojinović       | K. Flach R. Seguso          | 1/2 finale Živojinović      | K. Flach R. Seguso          | n.o.             | n.o.             |
| 1988  | —                          | —                  | Victoire E. Sánchez          | J. Fitzgerald A. Järryd  | —                            | —                           | 1/8 de finale A. Järryd     | P. Annacone P. McEnroe      | n.o.             | n.o.             |
| 1989  | —                          | —                  | 1er tour (1/32) Živojinović  | G. Ivanišević D. Nargiso | —                            | —                           | 2e tour (1/16) N. Pereira   | A. Antonitsch J. Canter     | n.o.             | n.o.             |
| 1990  | 1er tour (1/32) N. Pereira | S. Barr N. Borwick | —                            | —                        | —                            | —                           | —                           | —                           | n.o.             | n.o.             |
| 1991  | —                          | —                  | —                            | —                        | —                            | —                           | 1/8 de finale E. Sánchez    | K. Flach R. Seguso          | n.o.             | n.o.             |
| 1992  | 2e tour (1/16) J. Sánchez  | T. Nijssen C. Suk  | 1er tour (1/32) J. Sánchez   | P. Galbraith P. McEnroe  | —                            | —                           | —                           | —                           | n.o.             | n.o.             |

N.B. : le nom du ou de la partenaire se trouve sous le résultat ; le nom des ultimes adversaires se trouve à droite.

## Parcours dans lesMasters 1000
| Année | Indian Wells        | Miami                   | Monte-Carlo              | Hambourg             | Rome                  | Canada | Cincinnati           | Stockholm          | Paris               |
| ----- | ------------------- | ----------------------- | ------------------------ | -------------------- | --------------------- | ------ | -------------------- | ------------------ | ------------------- |
| 1990  | 1er tour D. Cahill  | 1/8 de finale A. Agassi | 1/8 de finale H. Leconte | 2e tour L. Mattar    | 1/2 finale T. Muster  | —      | 1/2 finale S. Edberg | 2e tour D. Wheaton | 2e tour S. Bruguera |
| 1991  | 2e tour W. Ferreira | 2e tour T. Carbonell    | 1er tour O. Camporese    | 1er tour F. Davín    | —                     | —      | 2e tour D. Wheaton   | —                  | —                   |
| 1992  | —                   | 3e tour J. Courier      | —                        | 1er tour C.-U. Steeb | 1er tour A. Cherkasov | —      | —                    | —                  | —                   |
| 1993  | —                   | 1er tour V. Spadea      | —                        | —                    | —                     | —      | —                    | —                  | —                   |

N.B. : sous le résultat se trouve le nom de l’ultime adversaire.